# Eerste klasse 1922-23 (voetbal België)
Het seizoen 1922/23 van de Belgische Eerste klasse begon op 10 september 1922 en eindigde 22 april 1923. Het was het 23e officiële seizoen van de hoogste Belgische voetbalklasse. De officiële benaming destijds was Division d'Honneur of Eerste Afdeeling. De competitie bestond net als het seizoen voordien uit 14 clubs.
Union Sint-Gillis haalde zijn achtste landstitel.

## Gepromoveerde teams
Deze teams waren gepromoveerd uit de Tweede Klasse voor de start van het seizoen:
- Ukkel Sport
- Berchem Sport

## Degraderende teams
Deze teams degradeerden naar Overgangsafdeeling op het einde van het seizoen:
- SC Anderlecht
- Ukkel Sport

## Clubs
Volgende veertien clubs speelden in 1922/23 in Eerste Afdeeling. De nummers komen overeen met de plaats in de eindrangschikking:
| # kaart | Stam- nummer | Club                | Plaats              | Stadion                                 | # seiz. 1e klasse |
| ------- | ------------ | ------------------- | ------------------- | --------------------------------------- | ----------------- |
| 1       | 10           | Union Sint-Gillis   | Vorst               | Dudenpark (nr 7 op kaartje)             | 17e               |
| 2       | 13           | Beerschot AC        | Antwerpen           | Olympisch Stadion                       | 17e               |
| 3       | 12           | CS Brugge           | Brugge              | Edgard De Smedtstadion                  | 19e               |
| 4       | 2            | Daring Club Brussel | Sint-Jans-Molenbeek | Oscar Bossaertstadion (nr 5 op kaartje) | 15e               |
| 5       | 1            | Royal Antwerp       | Antwerpen           | terrein aan de Broodstraat op het Kiel  | 22e               |
| 6       | 6            | Racing Club Brussel | Ukkel               | De Ganzenvijver (nr 10 op kaartje)      | 23e               |
| 7       | 16           | Standard Luik       | Luik                | Sclessin                                | 7e                |
| 8       | 3            | RFC Brugge          | Brugge              | De Klokke                               | 21e               |
| 9       | 7            | ARA La Gantoise     | Gent                | Jules Ottenstadion                      | 5e                |
| 10      | 28           | Berchem Sport       | Berchem (Antwerpen) | terrein aan de Grote Steenweg           | 1e                |
| 11      | 24           | RC Mechelen         | Mechelen            | terrein aan het Rode Kruisplein         | 6e                |
| 12      | 8            | CS Verviers         | Verviers            | ?                                       | 13e               |
| 13      | 35           | SC Anderlecht       | Anderlecht          | Émile Verséstadion (nr 6 op kaartje)    | 2e                |
| 14      | 15           | Ukkel Sport         | Ukkel               | terrein aan de Ruisbroeksesteenweg ?    | 3e                |

## Eindstand
|   |    |                     | P  | W  | G | V  | +  | -  | DS  | Ptn |
| - | -- | ------------------- | -- | -- | - | -- | -- | -- | --- | --- |
| K | 1  | Union Sint-Gillis   | 26 | 18 | 6 | 2  | 55 | 19 | 36  | 42  |
|   | 2  | Beerschot AC        | 26 | 16 | 5 | 5  | 65 | 28 | 37  | 37  |
|   | 3  | CS Brugge           | 26 | 15 | 7 | 4  | 42 | 21 | 21  | 37  |
|   | 4  | Daring Club Brussel | 26 | 14 | 6 | 6  | 46 | 23 | 23  | 34  |
|   | 5  | Royal Antwerp       | 26 | 16 | 2 | 8  | 54 | 37 | 17  | 34  |
|   | 6  | Racing Club Brussel | 26 | 12 | 5 | 9  | 58 | 52 | 6   | 29  |
|   | 7  | Standard Luik       | 26 | 10 | 5 | 11 | 47 | 48 | -1  | 25  |
|   | 8  | RFC Brugge          | 26 | 9  | 5 | 12 | 47 | 54 | -7  | 23  |
|   | 9  | ARA La Gantoise     | 26 | 8  | 4 | 14 | 42 | 53 | -11 | 20  |
|   | 10 | Berchem Sport       | 26 | 7  | 5 | 14 | 36 | 67 | -31 | 19  |
|   | 11 | RC Mechelen         | 26 | 7  | 5 | 14 | 30 | 56 | -26 | 19  |
|   | 12 | CS Verviers         | 26 | 6  | 5 | 15 | 40 | 57 | -17 | 17  |
| D | 13 | SC Anderlecht       | 26 | 5  | 5 | 16 | 31 | 49 | -18 | 15  |
| D | 14 | Ukkel Sport         | 26 | 4  | 5 | 17 | 30 | 59 | -29 | 13  |

P: wedstrijden gespeeld, W: wedstrijden gewonnen, G: gelijke spelen, V: wedstrijden verloren, +: gescoorde doelpunten, -: doelpunten tegen, DS: doelsaldo, Ptn: totaal punten
K: kampioen, D: degradatie

## Topscorers
| Scorer           | Goals | Team                | Land     |
| ---------------- | ----- | ------------------- | -------- |
| Achille Meyskens | 25    | Union Sint-Gillis   | België   |
| Ferdinand Wertz  | 25    | Royal Antwerp       | België   |
| Charles Jooris   | 24    | Racing Club Brussel | België   |
| Ivan Thys        | 22    | Beerschot AC        | België   |
| Georges De Spae  | 18    | ARA La Gantoise     | België   |
| Maurice Gillis   | 17    | Standard Luik       | België   |
| Henri Larnoe     | 14    | Beerschot AC        | België   |
| Ferdinand Adams  | 13    | SC Anderlecht       | België   |
| Alfred Wright    | 12    | Daring Club Brussel | Engeland |

1895/96 · 1896/97 · 1897/98 · 1898/99 · 1899/00 · 1900/01 · 1901/02 · 1902/03 · 1903/04 · 1904/05 · 1905/06 · 1906/07 · 1907/08 · 1908/09 · 1909/10 · 1910/11 · 1911/12 · 1912/13 · 1913/14 · 1914/15 · 1915/16 · 1916/17 · 1917/18 · 1918/19 · 
1919/20 · 1920/21 · 1921/22 · 1922/23 · 1923/24 · 1924/25 · 1925/26 · 1926/27 · 1927/28 · 1928/29 · 1929/30 · 1930/31 · 1931/32 · 1932/33 · 1933/34 · 1934/35 · 1935/36 · 1936/37 · 1937/38 · 1938/39 · 1939/40 · 1940/41 · 1941/42 · 1942/43 · 1943/44 · 1944/45 · 1945/46 · 1946/47 · 1947/48 · 1948/49 · 1949/50 · 1950/51 · 1951/52 · 1952/53 · 1953/54 · 1954/55 · 1955/56 · 1956/57 · 1957/58 · 1958/59 · 1959/60 · 1960/61 · 1961/62 · 1962/63 · 1963/64 · 1964/65 · 1965/66 · 1966/67 · 1967/68 · 1968/69 · 1969/70 · 1970/71 · 1971/72 · 1972/73 · 1973/74 · 1974/75 · 1975/76 · 1976/77 · 1977/78 · 1978/79 · 1979/80 · 1980/81 · 1981/82 · 1982/83 · 1983/84 · 1984/85 · 1985/86 · 1986/87 · 1987/88 · 1988/89 · 1989/90 · 1990/91 · 1991/92 · 1992/93 · 1993/94 · 1994/95 · 1995/96 · 1996/97 · 1997/98 · 1998/99 · 1999/00 · 2000/01 · 2001/02 · 2002/03 · 2003/04 · 2004/05 · 2005/06 · 2006/07 · 2007/08 · 2008/09 · 2009/10 · 2010/11 · 2011/12 · 2012/13 · 2013/14 · 2014/15 · 2015/16 · 2016/17 · 2017/18 · 2018/19 · 2019/20 · 2020/21· 2021/22 · 2022/23 · 2023/24 · 2024/25